# Josip Altman
Josip Altman (Graz, 1831. – ? 1891.), hrvatski arhitekt.
Josip Altman bio je Kraljevski nadinženjer i gradski zastupnik u Zagrebu (1885. – 1889.), član Kluba inžinira i arhitekta, njegov potpredsjednik (1884. – 1887.) i predsjednik (1888. – 1891.). 
S Buklom sastavio je Rječnik njemačko - hrvatskog tehnološkog nazivlja (Zagreb 1881.) i Građevni pristojbenik (1882.).